# Нігрита білочерева
Нігрита білочерева (Nigrita fusconotus) — вид горобцеподібних птахів родини астрильдових (Estrildidae). Мешкає в Західній і Центральній Африці.

## Опис
Довжина птаха становить 15 см, вага 8-11 г. Виду не притаманний статевий диморфізм. Обличчя, лоб і тім'я синювато-чорні, блискучі, потилиця чорна. Нижня частина тіла біла. Спина і крила коричневі, третьорядні покривні пера крил чорні. У представників номінативного підвиду надхвістя темно-коричневе, як і спина, у представників підвиду N. f. uropygialis воно світле, блідо-охристе. Очі чорнувато-карі або карі, дзьоб чорний, лапи сіруваті.

## Підвиди
Виділяють два підвиди:
- N. f. uropygialis Sharpe, 1869 — від Гвінеї до південно-західної Нігерії;
- N. f. fusconotus Fraser, 1843 — від південно-східної Нігерії і Камеруну до Уганди, західної Кенії (ліс Какамега), Анголи і острова Біоко.

## Поширення і екологія
Білочереві нігрити мешкають в Гвінеї, Сьєрра-Леоне, Ліберії, Кот-д'Івуарі, Гані, Того, Беніні, Нігерії, Камеруні, Центральноафриканській Республіці, Екваторіальній Гвінеї, Габоні, Республіці Конго, Демократичній Республіці Конго, Уганді, Руанді, Кенії і Анголі. Вони живуть на узліссях вологих тропічних лісів, на галявинах і в галерейних лісах, на висоті до 1400 м над рівнем моря. На острові Біоко вони зустрічаються в гірських хмарних лісах та на високогірних пустищах, в Беніні в лісистій савані, в Сьєрра-Леоне і Габоні на плантаціях какао і олійної пальми. 
Білочереві нігрити зустрічаються парами або невеликими зграйками до 10 птахів, іноді приєднуються до змішаних зграй птахів. Живляться комахами, ягодами, дрібними плодами і дрібним насінням. Початок сезону різниться в залежності від регіону, однак зазвичай припадає на другу половину сезону дощів. Гніздо кулеподібне з бічним входом, робиться з сухих стебел, тонких гілочок і шматочків кори, розміщується на висоті 6-9 м над землею. На 1 км² зазвичай припадає 2-4 гнізда, однак у деяких районах щільність гніздування є удвічі більшою. В кладці від 3 до 6 білих яєць.